# Brian Burns
Pour les articles homonymes, voir Burns.
(en) Statistiques sur pro-football-reference
Brian Burns, né le 23 avril 1998 à Fort Lauderdale en Floride, est un sportif professionnel américain de football américain évoluant au poste de defensive end dans la National Football League (NFL) depuis la saison 2019.
Sélectionné en 16e choix global lors du premier tour de la draft 2019 de la NFL par la franchise des Panthers de la Caroline, il y joue pendant cinq saisons (2019-2023) avant de rejoindre en 2024 les Giants de New York.
Aves les Panthers, il obtient deux sélections pour le Pro Bowl (saisons 2021 et 2022).
Au niveau universitaire, il a joué pour les Seminoles de l'université d'État de Floride pendant trois saisons (2016-2018) dans la NCAA Division I FBS et son Atlantic Coast Conference (ACC) où il est obtient une sélection dans la première équipe ACC en 2018.

## Biographie

### Jeunesse
Burns étudie au lycée American Heritage School (en) où il joue au football américain. Sur ses deux années junior et senior, il totalise 135 plaquages et 28 sacks, aidant son équipe à remporter le championnat lycéen de l'État de Floride. Il dispute en 2016 l'U.S. Army All-American Bowl (en).
Il se lie avec l'université d'État de Floride pour jouer au niveau universitaire,.

### Carrière universitaire
En 2016, sous statut freshman, Burns dispute les treize matchs des Seminoles et termine meilleur joueur freshman du pays en nombre de sacks avec 8 ½ sacks. La saison suivante, il est titulaire des treize matchs et enregistre 48 plaquages et 4,5 sacks,,. En 2018, le junior Burns titulaire lors des 12 matchs de la saison, enregistre 52 plaquages et 10 sacks. Il décide ensuite de faire l'impasse sur sa dernière année d'éligibilité en NCAA pour se présenter à la draft 2019,.

### Carrière professionnelle

#### Draft
Burns est sélectionné en 16e choix global lors du premier tour de la draft 2019 de la NFL par la franchise des Panthers de la Caroline.

#### Panthers de la Caroline
Lors de la victoire 34 à 27 contre les Jaguars en 5e semaine, Burns réussit son premier sack professionnel sur le quarterback Gardner Minshew et il retourne en touchdown un fumble qu'il a forcé. Sur sa saison rookie, Burns participe à 16 matchs dont cinq en tant que titulaire et totalise 7 ½ sacks, 25 plaquages et un fumble forcé.
En 3e semaine de la saison 2020 contre les Chargers (victoire 21 à 16), Burns réussit son premier sack de la saison sur Justin Herbert. Contre les Saints en 7e semaine, il réussit un strip sack sur Drew Brees qui est recouvert par son équipe (défaite 24 à 27). Il réussit deux sacks en 11e semaine sur Matthew Stafford des Lions ce qui lui vaut d'être désigné meilleur défenseur de la semaine en NFC. Il dispute sur la saison 15 matchs dont 14 en tant que titulaire, totalisant neufs sacks, 58 plaquages quatre passes défendues et trois fumbles forcés.
Le 27 décembre 2021, Burns est placé dans la liste des réservistes touchés par la Covid-19. Il a participé aux 17 matchs de la saison régulière dont 16 en tant que titulaire et compte neuf sacks, 50 plaquages., quatre passes défendues et deux fumbles forcés. Il est sélectionné pour son premier Pro Bowl et est classé par ses pairs 76e du Top 100 des meilleurs joueurs de la saison NFL 2021.
Les Panthers activent l'option de cinquième année du contrat de Burns le 26 avril 2022. En 12e semaine contre les Broncos, il réussit deux sacks sur Russell Wilsonn ,force un fumble et dévie une passe, ce qui lui vaut d'être désigné meilleur défenseur de la semaine en NFC. Il termine la saison avec 12 ½ sacks, 63 plaquages, trois passes défendues et un fumble forcé en 16 matchs (tous en tant que titulaire). Il obtient sa sélection pour les Pro Bowl Games 2023 et est classé par ses pairs 54e du Top 100 des meilleurs joueurs de la saison NFL 2022.
Burns commence sa saison 2023 contre les Falcons avec sept plaquages et deux sacks (son troisième matchs en carrière avec plus d'un sack). En 5e semaine contre les Lions, il réussit son 42e sack en carrière ce qui le classe 5e pour cette statistique de l'histoire de sa franchise,.
Le 5 mars 2024, les Panthers placent le franchise tag sur Burns.

#### Giants de New York
Le 13 mars 2024, les Panthers échangent Burns aux Giants de New York contre un choix de 3e et de 5e tour de la draft 2024,. Burns y signe un contrat de cinq ans pour un montant de 141 millions de dollars dint 87,5 sont garantis.

## Statistiques

### Universitaires
| Année       | Équipe                     | Statut      | MJ |       | Plaquages | Plaquages | Plaquages | Plaquages |       | Interceptions | Interceptions | Interceptions | Interceptions |  | Fumbles | Fumbles |
| Année       | Équipe                     | Statut      | MJ | Total | Seul      | Ast.      | Sacks     | Nb.       | Yards | Déf.          | TD            | Nb.           | Rec.          |  |         |         |
| 2016        | Seminoles de Florida State | Fr.         | 08 | 023   | 14        | 09        | 08,5      | 0         | 0     | 0             | 0             | 1             | 0             |  |         |         |
| 2017        | Seminoles de Florida State | So.         | 13 | 048   | 26        | 22        | 04,5      | 0         | 0     | 4             | 0             | 3             | 1             |  |         |         |
| 2018        | Seminoles de Florida State | Jr.         | 12 | 052   | 31        | 21        | 10,0      | 0         | 0     | 3             | 0             | 3             | 1             |  |         |         |
| Totaux NCAA | Totaux NCAA                | Totaux NCAA | 33 | 123   | 71        | 52        | 23,0      | 0         | 0     | 7             | 0             | 7             | 2             |  |         |         |

### Professionnelles
| Année                    | Équipe                   | MJ |                | Plaquages      | Plaquages      | Plaquages      | Plaquages      |                | Interceptions  | Interceptions  | Interceptions | Interceptions |  | Fumbles | Fumbles |
| Année                    | Équipe                   | MJ | Total          | Seul           | Ast.           | Sacks          | Nb.            | Yards          | Déf.           | TD             | Nb.           | Rec.          |  |         |         |
| 2019                     | Panthers de la Caroline  | 16 | 025            | 019            | 06             | 07,5           | 0              | 0              | 0              | 0              | 1             | 1             |  |         |         |
| 2020                     | Panthers de la Caroline  | 15 | 058            | 025            | 23             | 09,0           | 0              | 0              | 04             | 0              | 3             | 0             |  |         |         |
| 2021                     | Panthers de la Caroline  | 17 | 050            | 031            | 19             | 09,0           | 0              | 0              | 04             | 0              | 2             | 0             |  |         |         |
| 2022                     | Panthers de la Caroline  | 16 | 063            | 034            | 29             | 12,5           | 0              | 0              | 03             | 0              | 1             | 0             |  |         |         |
| 2023                     | Panthers de la Caroline  | 16 | 050            | 032            | 18             | 08,0           | 0              | 0              | 02             | 0              | 1             | 1             |  |         |         |
| 2024                     | Giants de New York       | ?  | Saison à venir | Saison à venir | Saison à venir | Saison à venir | Saison à venir | Saison à venir | Saison à venir | Saison à venir | ?             | ?             |  |         |         |
| Totaux en carrière       | Totaux en carrière       | 80 | 246            | 151            | 95             | 46,0           | 0              | 0              | 13             | 0              | 8             | 2             |  |         |         |
| Totaux chez les Panthers | Totaux chez les Panthers | 80 | 246            | 151            | 95             | 46,0           | 0              | 0              | 13             | 0              | 8             | 2             |  |         |         |

## Vie privée
Son frère ainé, Stanley McClover (en), a été sélectionné par les Panthers de la Caroline lors du 7e tour de la draft 2006 de la NFL,.
Burns est un fan du personnage Marvel, Spider-Man.